# ودك

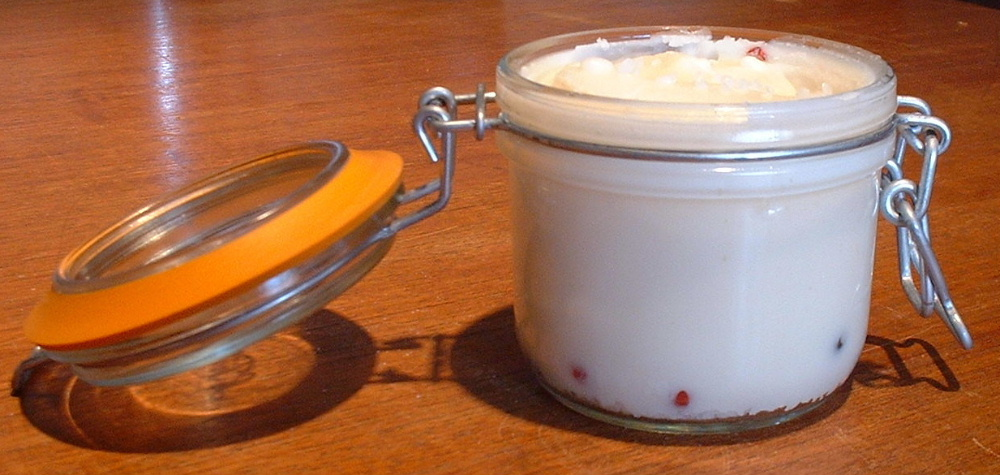
قارورة من الودك المستخلص من دهن البقر

الوَدَك أو شحم الأمعاء (بالإنجليزية: Tallow) هو دسم اللحم، وهو مادة دهنية تستخدم في العديد من المنتجات. ويستخرج عن طريق صهر دهن الأبقار أو الماعز أو الغنم أو الإبل. ويصنف الودك على أنه مادة صالحة أو غير صالحة للأكل. يستخدم الودك في المطبخ العربي بديلاً للسمن والزيت وهو مستخدم منذ القدم لوروده بالطب النبوي تحت مادة شحم. يُعرف بالعاميّة ببلاد الشام بنفس الاسم، وفي الخليج بالودك أو الودَچ  وفي المغرب والصحراء بالودك وكذلك بإيدام الشحمة.
الشحم هو المقدمة شكل من لحم البقر أو لحم الضأن الدهون، في المقام الأول تتكون من الدهون الثلاثية. إنه صلب في درجة حرارة الغرفة. على عكس الشحم، يمكن تخزين الشحم لفترات طويلة دون الحاجة إلى التبريد لمنع التحلل، بشرط حفظه في حاوية محكمة الإغلاق لمنع الأكسدة.
في الصناعة، لا يتم تعريف الشحم النباتي بدقة على أنه لحم البقر أو دهن الضأن. في هذا السياق، الشحم هو دهون حيوانية تتوافق مع معايير فنية معينة، بما في ذلك درجة انصهارها. يحتوي الشحم التجاري عادة على دهون مشتقة من حيوانات أخرى، مثل شحم الخنزير من الخنازير، أو حتى من مصادر نباتية.

الشحم يتكون أساسا من الدهون الثلاثية (الدهون)، والتي هي مستمدة من المكونات الرئيسية دهني والأحماض الأوليك.

يوضح الرسم البياني المجاور التركيب الكيميائي لجزيء ثلاثي الجليسريد نموذجي.
المواد الصلبة المتبقية بعد تقديم تسمى كسرة، غريفز، أو المقابر. تم استخدامه في الغالب للأغذية الحيوانية، مثل طعام الكلاب.
في صناعة الصابون وبين هواة صناعة الصابون، يُستخدم اسم الشحوم بشكل غير رسمي للإشارة إلى الصابون المصنوع من الشحم. يتم الحصول على شحم الصوديوم، على سبيل المثال، عن طريق تفاعل الشحم مع هيدروكسيد الصوديوم (محلول، صودا كاوية) أو كربونات الصوديوم (صودا الغسيل). يتكون بشكل أساسي من خليط متغير من أملاح الصوديوم من الأحماض الدهنية، مثل الأوليك والبالمتيك.

## تكوين
عادة ما يكون تكوين الأحماض الدهنية على النحو التالي:
- الأحماض الدهنية المشبعة:
  - حمض النخيل (C16: 0): 26٪
  - حمض الشمع (C18: 0): 14٪
  - حمض الميريستيك (C14: 0): 3٪
- الأحماض الدهنية الأحادية غير المشبعة:
  - حمض الزيت (C18-1، ω-9): 47٪
  - حمض بالميتوليك (C16: 1): 3٪
- الأحماض الدهنية المتعددة غير المشبعة:
  - حمض اللينوليك: 3٪
  - حمض اللينولينيك: 1٪

## الاستخدامات
يستخدم الشحم بشكل رئيسي في إنتاج الصابون وعلف الحيوانات.

### صابون

#### صابون الحلاقة

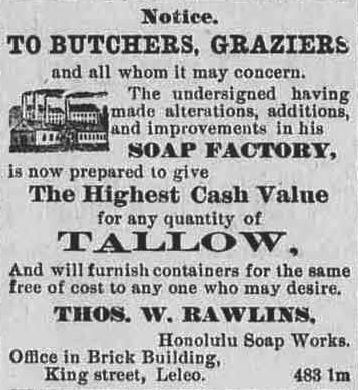
إعلان عام 1883 يلتمس الشحم من الجزارين والرعاة لإنتاج الصابون في صحيفة هاواي النشرة اليومية

يتم إنتاج العديد من السلع التقليدية من الشحم النباتي، والذي كان متاحًا على نطاق واسع محليًا. كان التالو يستخدم بشكل شائع في صابون الحلاقة الراقية، لا سيما تلك الخاصة بشركات النخبة البريطانية مثل جيو.اف ترامبر تروفيت هيا وتايلور من شارع أولد بوند. في حين أن هذه الشركات أعادت صياغتها إلى قاعدة نباتية، تمتعت صابون الحلاقة القائم على الشحم بالانتعاش في السنوات الأخيرة مع اكتساب شعبية الحلاقة الرطبة التقليدية. يوجد صناع في تركيا وإيطاليا والولايات المتحدة، بما في ذلك العلامات التجارية الحرفية ويليامز ونود هيل.

### طعام
يعتبر السمن من الاستخدامات الهامة للشحم. كما أنه أحد المكونات الرئيسية لبيميكان الطعام الأمريكي الأصلي. مع نقطة دخان تبلغ 480 درجة فهرنهايت / 250 درجة مئوية، يتم استخدام الشحم تقليديًا في القلي العميق وكان مفضلًا لهذا الاستخدام حتى ازدياد شعبية الزيوت النباتية للقلي. قبل التحول إلى الزيت النباتي النقي في عام 1990،  طهي ماكدونالدز البطاطس المقلية في مزيج من 93٪ من لحم البقر الشحم و 7٪ زيت بذرة القطن. وفقًا لمقال نُشر عام 1985 في صحيفة نيويورك تايمز، تم استخدام الشحم أيضًا للقلي في برجر كنج، وينديز، هارديز، أربيز، ديري كوين، بوبايز، وبوب بيغ بوي. ومع ذلك، فإن الشحم يعود إلى بعض دوائر التغذية.

#### درع الساق
الجريفز أو الطقطقة هي المادة الليفية المتبقية من التقديم،  عادة ما يتم ضغطها في الكعك واستخدامها لتغذية الحيوانات، خاصة للكلاب والخنازير، أو كطعم للأسماك.  في الماضي، كان يتم تفضيله وتجنبه في طعام الكلاب؛  اليوم على نطاق واسع في كل من الأعلاف التجارية الرطبة والجافة.

### وقود الديزل الحيوي
يمكن استخدام الشحم لإنتاج وقود الديزل الحيوي بنفس الطريقة التي تستخدم بها زيوت النباتات حاليًا. نظرًا لأن الشحم مشتق من المنتجات الثانوية الحيوانية، والتي ليس لها قيمة تذكر للصناعات الغذائية التجارية، فإنها تتجنب بعض الجدل حول الغذاء مقابل الوقود.

### وقود الطائرات
جربت القوات الجوية للولايات المتحدة بنجاح استخدام شحم البقر في الوقود الحيوي للطيران. خلال خمسة أيام من اختبارات الطيران من 23 إلى 27 أغسطس 2010، في قاعدة إدواردز الجوية، كاليفورنيا، حلقت طائرة تابعة للقوات الجوية الأمريكية بوينغ سي-17 غلوب ماستر 3 باستخدام وقود نفاث تقليدي جي بي-8 في ثلاثة من محركاتها ومزيج 50/50 من الوقود الحيوي JP-8 وإتش أر جي المصنوع من لحم البقر في محرك واحد في 23 أغسطس، تليها رحلة بنفس مزيج 50/50 في جميع المحركات الأربعة في 24 أغسطس. في 27 أغسطس، حلقت باستخدام مزيج من 50٪ جي بي-8، و 25٪ إتش أر جي، و 25٪ من الوقود القائم على الفحم المصنوع من خلال عملية عملية فيشر-تروبش، لتصبح أول طائرة تابعة لوزارة الدفاع الأمريكية تطير على مثل هذا المزيج وكانت أول طائرة تعمل من إدواردز تستخدم وقودًا مشتقًا من شحم البقر.

### طباعة
يستخدم الشحم أيضًا في الطباعة، حيث يتم دمجه مع البيتومين وتطبيقه على لوحات الطباعة المعدنية لتوفير مقاومة للحفر الحمضي.
ظهر استخدام كميات ضئيلة من الشحم الطبيعي كمادة مضافة إلى الركيزة المستخدمة في الأوراق النقدية البوليمرية في نوفمبر 2016. تم العثور على الملاحظات الصادرة في 24 دولة بما في ذلك كندا وأستراليا والمملكة المتحدة متأثرة، مما أدى إلى اعتراضات من النباتيين وأعضاء بعض المجتمعات الدينية.

### شموع
كان الشحم يستخدم على نطاق واسع في صناعة الشموع المقولبة قبل أن تصبح أنواع الشمع الأكثر ملاءمة متاحة - ولبعض الوقت بعد ذلك لأنها ظلت بديلاً أرخص. بالنسبة للفقراء للغاية حتى للاستفادة من شموع الشحم المصبوبة في المنزل، فإن «غمس الشحم» - عبارة عن قصب تم غمسه في الشحم المذاب أو أحيانًا شريط من القماش المحترق في صحن من شحم الشحم - كان بديلاً يمكن الوصول إليه. غالبًا ما كانت تسمى هذه الشمعة ببساطة «تراجع» أو، بسبب تكلفتها المنخفضة، «تراجع فارث»  أو «تراجع بيني».

### تشحيم
في وقت مبكر من تطوير المحركات المكبسية التي تعمل بالبخار، قامت الأبخرة والسوائل الساخنة بغسل معظم مواد التشحيم بسرعة كبيرة. سرعان ما اكتشف أن الشحم كان مقاومًا تمامًا لهذا الغسيل. تم استخدام الشحوم والمركبات بما في ذلك الشحم على نطاق واسع لتزييت محركات القاطرات والباخرة حتى الخمسينيات على الأقل. (خلال الحرب العالمية الثانية، استنفدت الأساطيل الضخمة من السفن البخارية الإمدادات، مما أدى إلى زراعة بذور اللفت على نطاق واسع لأن زيت بذور اللفت قاوم أيضًا تأثير الغسل.) لا يزال الشحوم يستخدم في صناعة درفلة الصلب لتوفير التزييت المطلوب حيث يتم ضغط صفائح الفولاذ من خلال بكرات الصلب. هناك اتجاه نحو استبدال التزييت القائم على الشحم بالزيوت الاصطناعية في تطبيقات الدرفلة لأسباب تتعلق بنظافة السطح.
استخدام صناعي آخر كمواد تشحيم لأنواع معينة من الأعمال الهندسية الخفيفة، مثل قطع الخيوط على القناة الكهربائية. تتوفر مركبات القطع المتخصصة، لكن الشحم هو مادة تشحيم تقليدية متاحة بسهولة للاستخدام الرخيص وغير المتكرر.
كان استخدام الشحم أو شحم الخنزير لتزييت البنادق هو الشرارة التي بدأت في التمرد الهندي عام 1857 . لتحميل بندقية إنفيلد طراز 1853 الجديدة، كان على سيبوي أن يعض الخرطوشة مفتوحة. كان يعتقد أن الخراطيش الورقية التي كانت مشكلة عادية مع البندقية كانت مدهونة بشحم الخنزير (دهن الخنزير)، والذي اعتبره المسلمون غير نظيف، أو الشحم (دهن البقر)، وهو ما يتعارض مع قوانين الغذاء الهندوسية. تم استخدام الشحم، جنبًا إلى جنب مع شمع العسل، في زيوت التشحيم لذخيرة الحرب الأهلية الأمريكية المستخدمة في بندقية سبرينغفيلد البنادق. لا يزال مزيج من الشحم الضأن وشمع البرافين وشمع العسل يستخدم كرقع أو مادة تشحيم مقذوفة في أذرع المسحوق الأسود الحالية.
يستخدم تالو في صناعة زيت محرك قابل للتحلل الحيوي بواسطة شركة مقرها في ستامفورد بولاية كونيتيكت تسمى تقنيات الأرض الخضراء.
يجد الودك عددًا من الاستخدامات في النجارة. يمكن أن يكون بمثابة مادة تشحيم ومثبط للصدأ على أدوات مثل شفرات المنشار وأجسام الطائرات المصنوعة من الحديد الزهر. يمكن أن يكون مفيدًا أيضًا مع التثبيتات اللولبية في الأخشاب الصلبة، خاصة عند استخدام البراغي النحاسية. لهذا الغرض، من الأفضل خلط نصف شحم ونصف شمع عسل. يذوب الشمع والشحم على نار منخفضة، ويختلط ويترك ليبرد ويتصلب. هذا يقلل من مخاطر كسر اللولب أثناء الاختراق الأولي للمسمار، كما أنه يخفف من إزالة اللولب لاحقًا إذا لزم الأمر، عن طريق منع التآكل.

### طبي
تاريخيا، تم استخدام الشحم الحيواني في المراهم والمراهم ضد الثنيات والتهاب الجلد: لحم الخنزير (لاتيني سيفوم بورسينوم)، ولحم البقر (سي. البقري)، والغزلان (سي. سيرفينوم، وهيرشتالغ الألمانية)، والماعز (سي. هيرسينوم)، ولحم الضأن (سي. أفيلوم).

### صناعي
يمكن استخدام الشحم كتدفق لحام.

## استخدامه في الطبخ
يستخدم الودك الصالح للأكل بصفة رئيسية كدهن الطبخ أو الخبز، ويكون لونه أبيض مُصفراً ويكاد يكون بلا طعم. وتسمى طريقة تحضيره بالفصحى بالاجتمال، ويقال اجتمل الرجل، أي أذاب الودك. قال لبيد: 
أو نَهَتْه فأتاه رِزقُهفاشتوى ليلة ريحِ واجتملْ

## طريقة التحضير
أما عن طريقة تحضيره فيتم تقطيع دهن الخروف، أو إليته، إلى قطعِ صغيرةٍ، ثم يرفع على نارٍ منخفضةِ الحرارة في وعاءٍ عميق، فيقلب في البداية حتى يبدأ بالذوبان ثم يترك حتى يذوب كل الدهن، ويصبح لونه ذهبيا. فيترك لتهدأ حرارته ثم يصفى.

## كيف يؤكل
يأكله العرب وحده بالتمر أو بالخبز أو يضيفونه ببداية تحضير الطعام بديلاً عن السمن أو الزيت ويستخدم لحفظ اللحم المقدد (المسمى بالقديد أو القورمة).

## استخدامه في الصناعات
أما الودك غير الصالح للأكل فيكون لونه أبيض أو أصفر أو بنيا. ويستعمل معظم الودك غير الصالح للأكل في صناعة علف الحيوان، كما يستخدم في صناعة الشمع. ويعالج بالمواد الكيميائية لصناعة ألواح ورقائق الصابون والمنظفات. والودك مصدر مهم لأنواع معينة من الأحماض الدهنية التي تستخدم في صناعة مئات المنتجات اليومية التي تشمل إطارات السيارات ومواد التجميل والمنظفات ومواد التشحيم واللدائن. ويمكن استخدام الأحماض الدهنية المستخرجة من الودك بديلا عن الكيميائيات المصنعة عادة من النفط. ولهذا فإن الودك يساعد في الحفاظ على مصدر العالم المحدود من النفط.